# Margaret Wambui

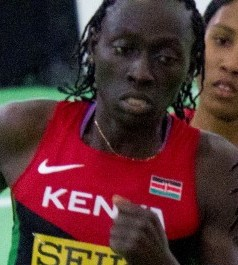
Margaret Wambui, mars 2016

Margaret Wambui, född 15 september 1995, är en kenyansk friidrottare.
Wambui blev olympisk bronsmedaljör på 800 meter vid sommarspelen 2016 i Rio de Janeiro.